# Tanya Toft Ag
Tanya Toft Ag (født 5. december 1984) er en dansk forsker, kurator og underviser, der arbejder på tværs af urban kunst, mediekunst, mediearkitektur og digital kultur. Hun er en kuratorisk figur i krydsfeltet mellem videokunst, digital kunst og mediekunst, kendt for at etablere urban media art (urban mediekunst) som et kuratorisk, adademisk og uddannelsesmæssigt domæne.
Ag opnåede sin ph.d.-grad ved Københavns Universitet (2017) og inden da to mastergrader ved The New School og Københavns Universitet. Hun har været visiting research fellow ved Konstfack University of Arts, Craft and Design (CuratorLab) (2012), Columbia University (2013-2014), The New School (2018), og School of Creative Media ved City University of Hong Kong (2018-2020). Ag har været i kuratorisk residency ved AVXLab, Sao Paulo, og Node Center for Curatorial Studies, Berlin. Hendes ph.d.-afhandling var udvalgt blandt de højest rangerede af 2017 Leonardo Abstract Services (LABS).
Ag manifesterede termen 'urban media art' med bogen What Urban Media Art Can Do - Why When Where & How, redigeret med Susa Pop, Nerea Calvillo og Mark Wright (avedition, 2016). Hun har skrevet og undervist globalt i urban mediekunst, urban æstetik og arkitektur i relation til teknogenetik, urban og miljømæssig forandring, om kuratorisk teori og praksis med mediekunst i det urbane domæne, og om samtidig (digital) kunst i en nordisk kontekst. Hun har undervist ved Københavns Universitet og ved det globale, netværksbaserede Urban Media Art Academy, som hun grundlagde i 2017 sammen med Susa Pop.
Ag har igennem sit kuratoriske arbejde udviklet kuratoriske greb for urban mediekunst. Hun var instrumentel i udviklingen af SP Urban Digital Festival sammen med Marília Pasculli som et globalt galleri og den største urbane festival for digital kunst i Sydamerika i 2012-2014. I en nordisk kontekst udviklede hun den kuratoriske vision og et kunstnerisk research program for Screen City Biennial sammen med Daniela Arriado i Stavanger, Norge, dedikeret til at præsentere det levende billede og digital kunst. Ag initierede og organiserede den nordiske videokunstudstilling Nordic Outbreak (2013-2014) sammen med Nina Colosi i New York City og på tværs af norden, der fik opmærksomhed i danske og internationale kunstmagasiner og i danske national aviser særligt for at vise det kontroversielle værk Rebranding Denmark (2006) af Superflex i det offentlige rum, på Big Screen ved Eventi Hotel, der viser en animation af en afbrænding af det danske flag.  Ag blev udnævnt som kurator af den første nordiske udstilling dedikeret til digital kunst ved Scandinavia House i New York City, Voyage to the Virtual (2015). Hun er redaktør af den første bog om nordisk digital kunst, der opdaterer den nordiske kunst-kanon med indsigt i hvordan digital teknologi og kultur influerer samtidskunsten, Digital Dynamics in Nordic Contemporary Art (Intellect, 2019).
Ag var redaktør på SCB Journal (2017-udgave). Hun er på editorial board ved Leonardo journal, conference chair ved Media Art Histories Conference - Re:Sound 2019 i Aalborg, medlem af programme committee af Media Architecture Biennial, i juryen for MAB Awards, på program board af HCI International (Human-Computer Interaction) 2017 og 2018, og tidligere i den internationale bestyrelse for Open Sky Gallery.

## Kuraterede udstillinger
- Migrating Stories, Screen City Biennial (Stavanger, Noway, 2017)
- Here All Alone, solo exhibition with Anders Weberg, the white factory (Copenhagen, Denmark, 2015)
- Voyage to the Virtual, Scandinavia House (New York City, United States, 2015)
- Digital Citizen, SP Urban Digital Festival, Verve Cultural (São Paulo, Brazil, 2013)
- Digital Afterimage, SP Urban Digital Festival, Verve Cultural (São Paulo, Brazil, 2014)
- Nordic Outbreak, Streaming Museum (Copenhagen, Helsinki, New York City, Nuuk, Stavanger, Umeaa, 2013-2014)
- Performance: Digital Expressions, Verve Cultural (São Paulo, Brazil, 2014)
- Play!, Verve Cultural, (São Paulo, Brazil, 2013 and 2014)
- Cyborg Alarm, Streaming Museum (New York City, United States, 2012)
- Maurice Benayoun solo exhibition, Streaming Museum (New York City, United States, 2012)

## Udvalgte artikler
- Ag, Tanya Toft. “Curating Sense-Ecologies: A Neurosensory Perspective on interfacing urban spaces with media art.” In Leonardo Electronic Almanac, special issue: Interfacing. (Accepted for publication, forthcoming 2019).
- Ag, Tanya Toft. “On Radical Temporality in (Urban) Media Art.” In Other Possible Cinemas (eds. Lucas Bambozzi and Demetrio Portugal (São Paulo: AVXLab, 2018). (Accepted for publication spring 2018).
- Ag, Tanya Toft. “Radical Rematerialisation: New Political Aesthetics in Contemporary Digital Art.” In Digital Dynamics in Nordic Contemporary Art. Ed. Tanya Toft Ag. Bristol: Intellect, 2018.
- Toft, Tanya. “Art in the Intelligent City.” SCB Journal, October 2017.
- Toft, Tanya. “Disobedience – What Urban Media Art Brings to Digital Placemaking.” In Media Architecture Compendium: Digital Placemaking. Eds. Luke Hespanhol, Hank M. Häusler, Martin Tomitsch, Gernot Tscherteu (Stuttgart: av edition, 2017).
- Toft, Tanya. “What Urban Media Art Can Do”. In Susa Pop, Tanya Toft, Nerea Calvillo and Mark Wright (eds.), What Urban Media Art Can Do: Why When Where & How? Stuttgart: av edition, 2016.
- Toft, Tanya Søndergaard. “Media-Aesthetic Expressions of Sympathy: The Projections of Le Tricolore.” ISEA2016 Proceedings, Hong Kong, 2016.
- Toft, Tanya Søndergaard. “Shadow Affect in Urban Digital Post Screen Art.” POST-SCREEN: Device, Medium and Concept, Lisbon: Faculdade de Belas-Artes da Universidade de Lisboa, 2014.
- Toft, Tanya Søndergaard. “Humanizing Architecture: The Urban Digital Gallery.” In Proceedings of the 2nd Media Architecture Biennale Conference: World Cities, eds. Martin Brynskov, Peter Dalsgaard, Ava Fatah, S. B. Pold, Marcus Foth. ACM New York (2014): 79-84.
- Toft, Tanya Søndergaard. “Screen Practice in Curating: The Medium Paradox.” Screen City Journal 4 (2014).
- Toft, Tanya. “The Dogma of New Media Art in Stockholm.” CoCAin 04-Review of Contemporary Art Centers & Museum (2013): 50-55.

## Eksterne links
- Officiel hjemmeside
- 'Expanded Reality: Radical Temporal Change in Immersive Environments', Carlsberg Foundation
- Digitaldynamics.art
- Urban Media Art Academy Arkiveret 9. februar 2019 hos  Wayback Machine
- Screen City Biennial 2017 Arkiveret 7. februar 2019 hos  Wayback Machine
- SCB Journal